# Phaonia pura
Phaonia pura este o specie de muște din genul Phaonia, familia Muscidae. A fost descrisă pentru prima dată de Friedrich Hermann Loew în anul 1873. Conform Catalogue of Life specia Phaonia pura nu are subspecii cunoscute.